# Agawam
Agawam è una città degli Stati Uniti d'America facente parte della contea di Hampden nello stato del Massachusetts.
Pur avendo lo status di city è più nota con il nome di Town of Agawam.

## Località
Nel territorio del comune di Agawam si trova il census-designated place di Feeding Hills che nel 2000 contava più di 11.000 abitanti.